# Biłousiwka (obwód czerkaski)
Biłousiwka (ukr. Білоусівка) – wieś na Ukrainie, w obwodzie czerkaskim, w rejonie złotonoskim, w hromadzie Drabiw. W 2001 liczyła 2473 mieszkańców, spośród których 2428 wskazało jako ojczysty język ukraiński, 34 rosyjski, 4 mołdawski, 1 białoruski, 3 ormiański, a 3 inny.